# Moustoir-Remungol
Moustoir-Remungol (bret. Moustoer-Remengol) – miejscowość i dawna gmina we Francji, w regionie Bretania, w departamencie Morbihan. W 2013 roku jej populacja wynosiła 704 mieszkańców. 
W dniu 1 stycznia 2016 roku z połączenia trzech ówczesnych gmin – Moustoir-Remungol, Naizin oraz Remungol – powstała nowa gmina Évellys. Siedzibą gminy została miejscowość Naizin. 